# برنارد جونز (لاعب كرة قدم)
برنارد جونز (بالإنجليزية: Bernard Jones)‏ هو لاعب كرة قدم بريطاني في مركز الهجوم، ولد في 10 أبريل 1934 في كوفنتري في المملكة المتحدة. لعب مع كارديف سيتي.